# 聖帕拉斯凱維教堂

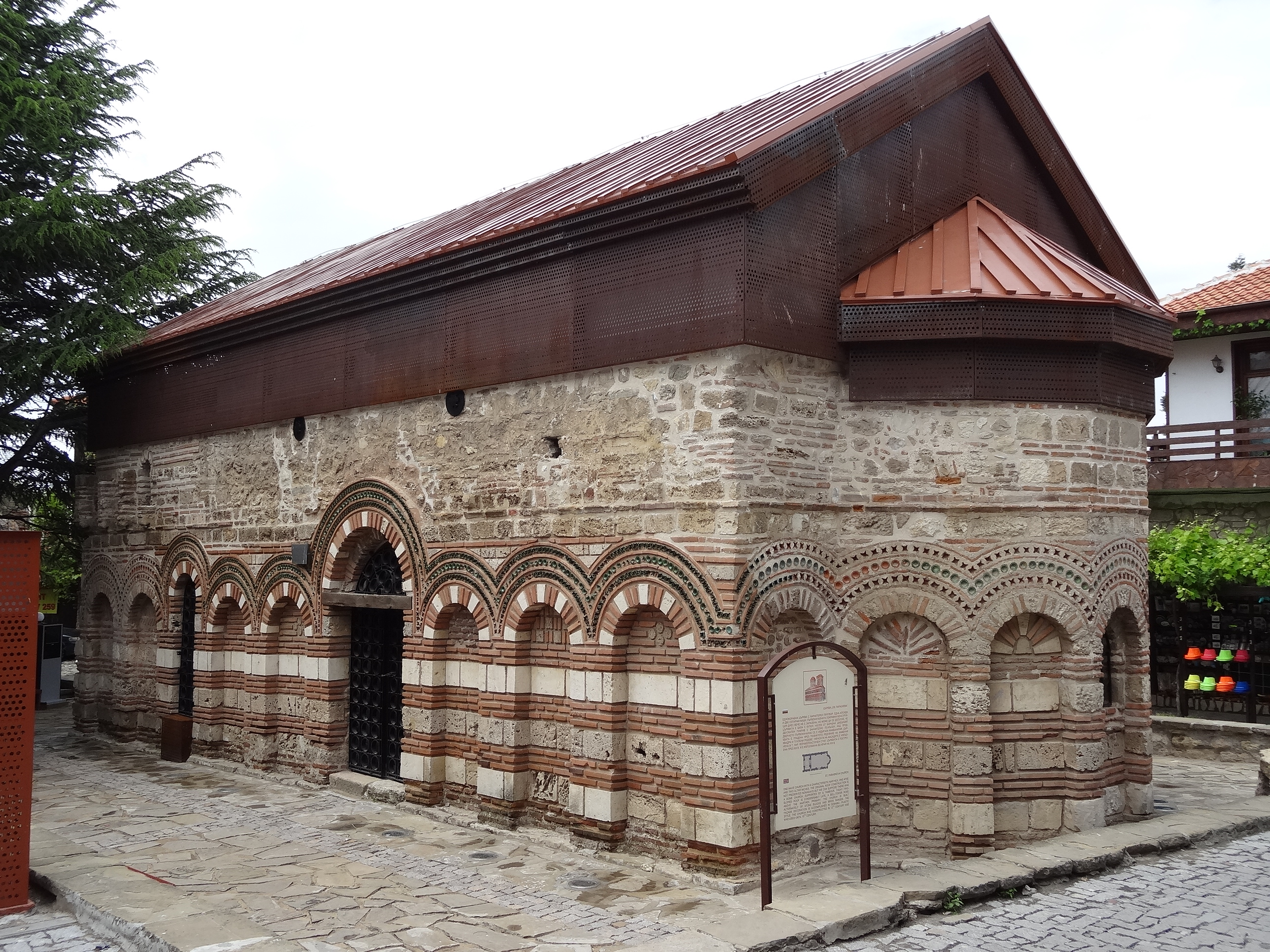

聖帕拉斯凱維教堂是位於保加利亞城市內塞伯爾的一座中世紀東正教教堂。聖帕拉斯凱維教堂被列入世界文化遺產。聖帕拉斯凱維教堂的修建時期至今不得而知，雖有觀點認為修建於10世紀，但大多認為修建於13至14世紀。